# 谦道站
谦道地铁站（英語：Hume MRT Station，代号DT4）是新加坡地铁滨海市区线上的车站，位于武吉知马规划区。该车站有两个站台，于2025年2月28日开始运作。
2025年1月24日，陸交局宣佈車站將於2025年2月28日啟用。

## 車站樓層
| L1 | 地面層             |                                                 |
| B1 | 大廳               | 檢票口、自動售票機、車站控制室、Transitlink櫃枱 |
| B2 | B站台              | 滨海市区线 往博覽方向（美世界站）               |
| B2 | 島式站台，右側開門 |                                                 |
| B2 | A站台              | 滨海市区线 往武吉班讓方向（山景站）             |

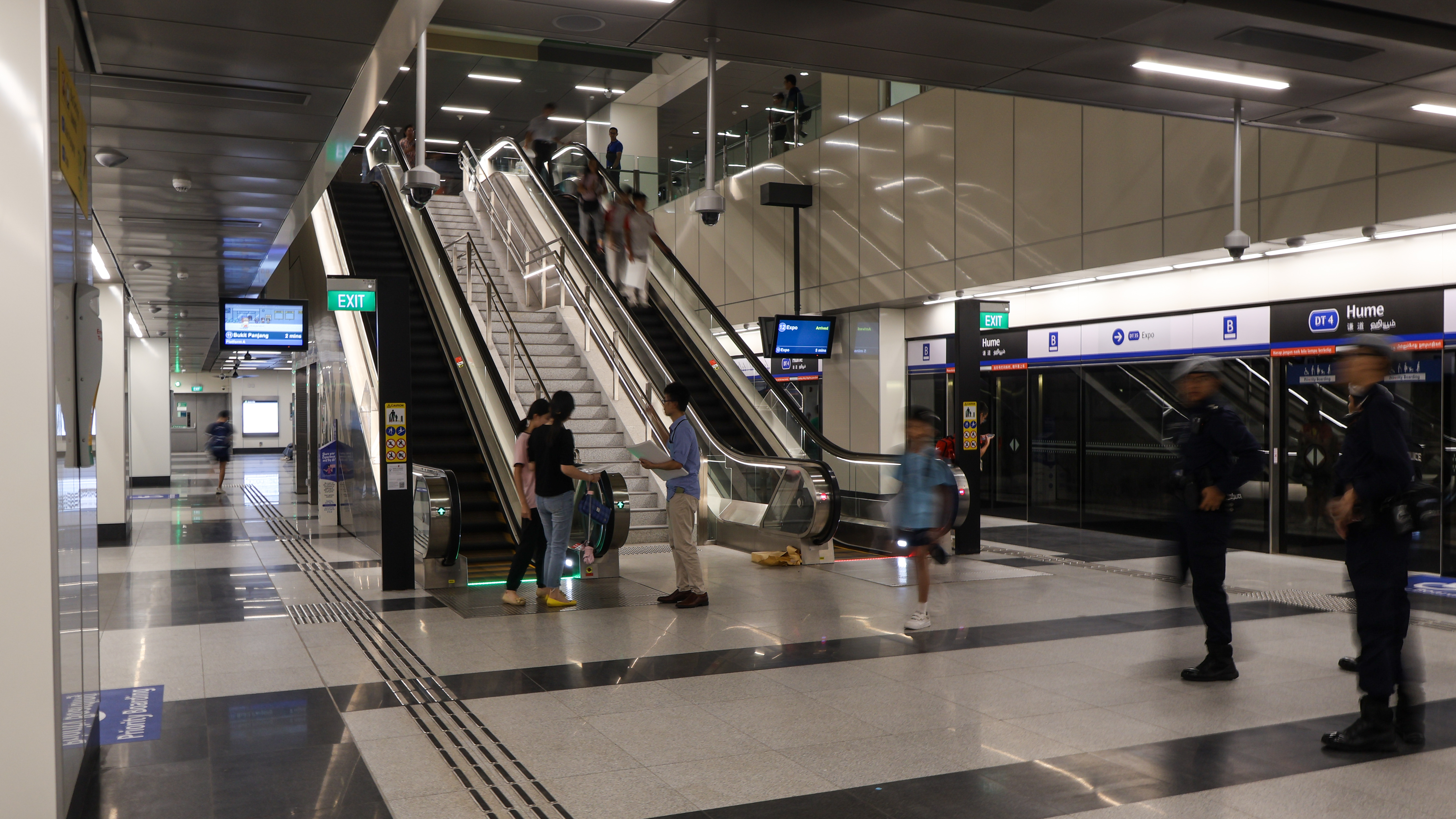
謙道站月台
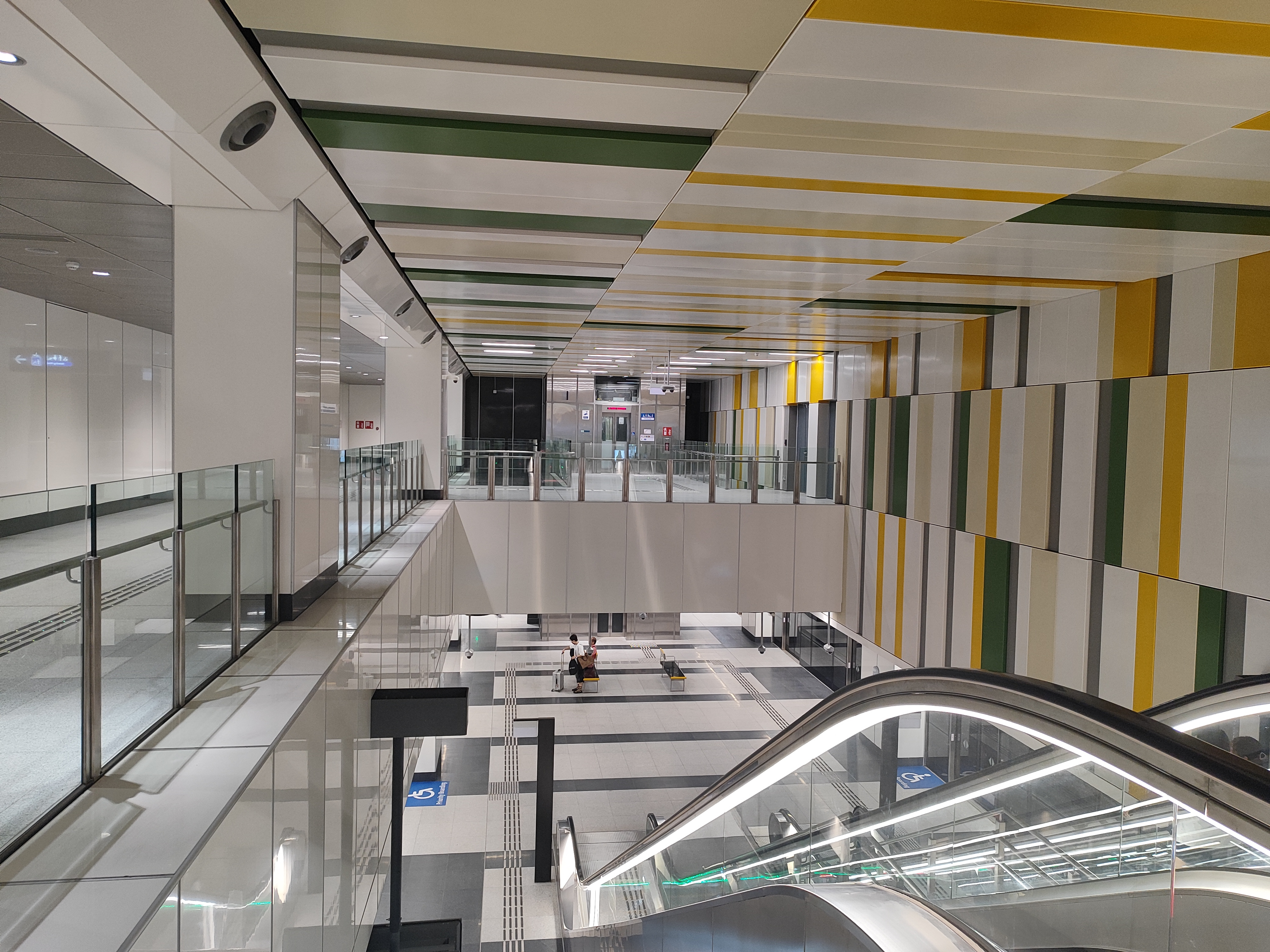
謙道站大廳

## 出口
| 出口編號 | 建議前往的目的地 | 照片 |
| -------- | ---------------- | ---- |
| 1        |                  |      |
| 2        |                  |      |